# 卢卡·克劳德洛·迪·蒙特泽莫罗
卢卡·克劳德洛·迪·蒙特泽莫罗（Luca Cordero di Montezemolo，1947年8月31日—）是一名意大利商人，估计身价4.0亿美元，原法拉利公司主席、菲亚特公司主席；他同时还是意大利商业游说团体Confindustria2004年至2008年的主席。他来自一个皮埃蒙特的旧贵族家庭。

## 传记
蒙特泽莫罗出生于博洛尼亚，就读于意大利罗马大学，于1971年获得了法律学位。接着，他又准备去美国哥伦比亚大学进修国际关系。也正是这时，蒙特泽莫罗获得了法拉利车队创始人恩佐·法拉利的极力赏识。于是，他进入了菲亚特公司。1973年，蒙特泽莫罗进入法拉利，迅速地成为了恩佐·法拉利的助手，并在1974年成为了法拉利车队的经理。1975年，蒙特泽莫罗升任出法拉利，成为了菲亚特所有赛车活动的主管。1977年，在离开法拉利车队之后，迪·蒙特泽莫罗即开始担任菲亚特集团人力资源及沟通协调部门经理。
在整个八十年代，蒙特泽莫罗在庞大的菲亚特帝国占领了若干职位，包括沁扎诺（Cinzano）集团的总裁和艾特蒂（Itedi）出版公司的首席执行官。1982年，他还负责协调当时的阿祖拉号（Azzurra）快艇参加美洲杯帆船赛。1986年，蒙特泽莫罗担任了1990年意大利世界杯的组委会主席。
1991年11月，菲亚特主席吉安尼·阿涅利让蒙特泽莫罗担任法拉利的主席，在恩佐·法拉利逝世之后，法拉利已经可以说是在死亡的边缘挣扎。这时，蒙特泽莫罗定下了自己的目标，那就是再次赢得了一级方程式的制造商冠军。他很快对车队做出改变，签署了尼基·劳达作为顾问，并提升克劳迪奥·隆巴迪为车队经理。在20世纪90年代期间，蒙特泽莫罗恢复了法拉利的普通汽车业务，将沉重的债务变成了坚实的利润，法拉利汽车的销售大幅增长。1997年至2005年，他同时还是玛莎拉蒂的主席。
在蒙特泽莫罗的领导下，法拉利车队赢得了2000年世界一级方程式锦标赛的车手总冠军，这是1979年以来的第一次。在前一年，1999年，法拉利还赢得了从1983年以来的首个制造商冠军。
2004年5月27日，蒙特泽莫罗成为意大利商业游说团体Confindustria的主席；5月28日，在阿姆贝托·阿涅利死去后，他当选法拉利的母公司——菲亚特的主席。从2004年12月20日起，他成为LUISS的主席。他同时还是博洛尼亚足球俱乐部的副主席。
2010年4月，菲亚特创始人阿涅利家族的成员約翰·埃爾肯被提名任命为菲亚特集团的主席，蒙特泽莫罗不再担任菲亚特集团主席一职。
2014年9月，他辞任法拉利公司主席及总裁。原因是与菲亚特克莱斯勒集团CEO塞尔吉奥·马尔乔内不和。
2025年6月，根据英国公司註冊處的文件显示，蒙特泽莫罗加入迈凯伦集团担任公司董事。

## 参考文献

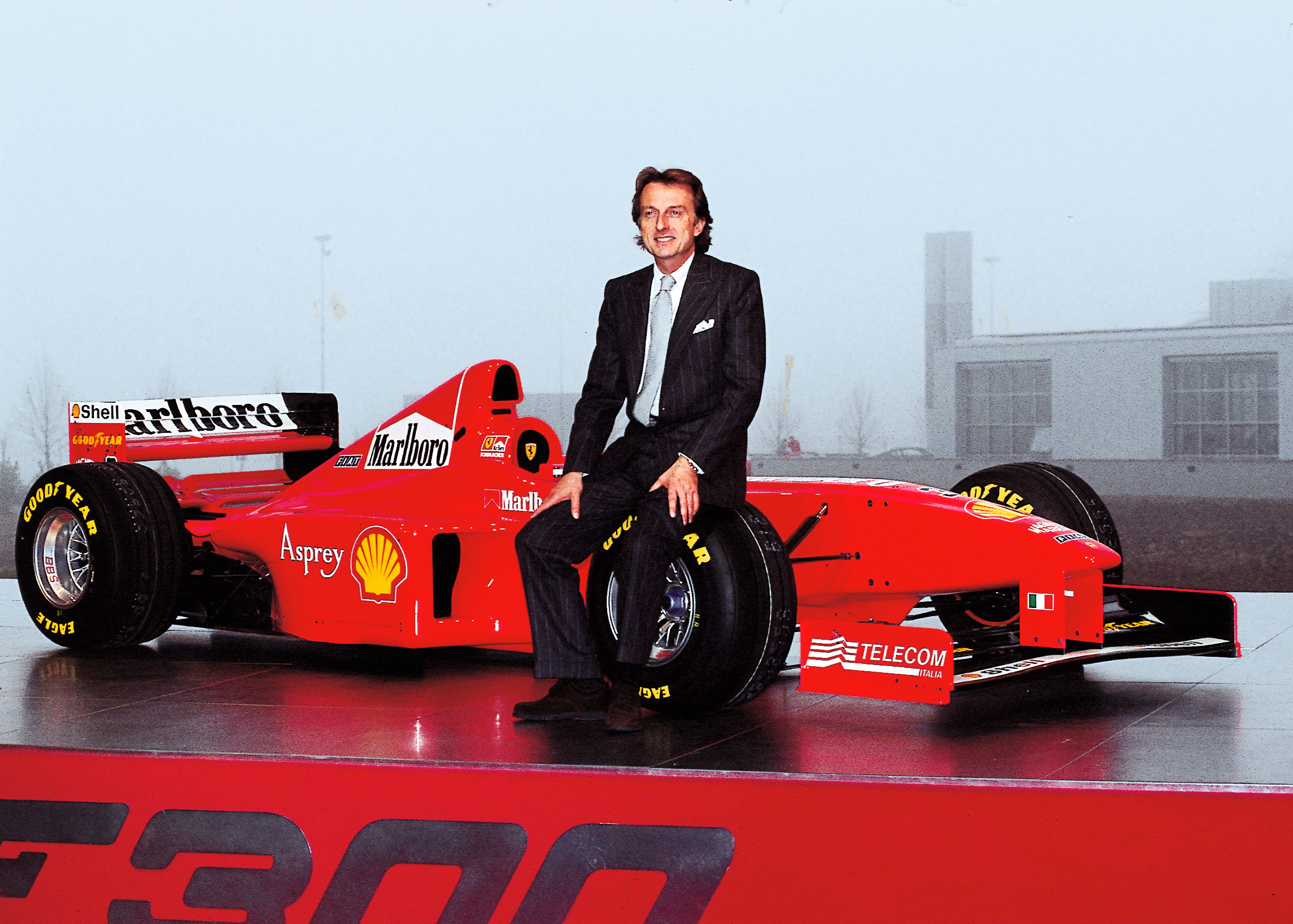